# Long John Silver
Pour les articles homonymes, voir Long John Silver (homonymie) et Silver.
Le pirate Long John Silver est un personnage de fiction du roman de Robert Louis Stevenson L'Île au trésor, paru en 1883.

## Biographie fictive
Dans L'Île au trésor, Long John Silver est un pirate unijambiste avec une béquille, engagé en tant que maître coq à bord de l'Hispaniola dont il recrutera une bonne partie de l’équipage. Il a été le quartier-maître du vaisseau pirate le Walrus, commandé par le capitaine Flint.
Silver a perdu sa jambe alors qu'il servait sous les ordres de « l'immortel Hawke ». On dit qu'il est le seul homme que Flint ait jamais craint. Comme chez nombre de personnages de Stevenson, il y a chez lui une dualité marquée : de prime abord, Silver est un compagnon et un marin agréable, et ce n'est que lorsque l'intrigue se déploie que l'on découvre graduellement la vilenie de sa nature. Sa relation avec Jim Hawkins est intéressante en ce qu'il lui sert de mentor et de figure paternelle, causant un véritable choc lorsqu'on découvre qu'il a fomenté la mutinerie, en particulier lorsque Jim doit l'affronter et plus tard se mesurer à lui. Bien que disposé à abandonner ses anciens alliés, à tout moment, dans l'intérêt de sa propre survie, Silver possède quelques vertus : il est assez sage pour prêter attention à l'usage qu'il fait de son argent, contrairement à la plupart des pirates, de tempérament dépensier, et il est physiquement courageux en dépit de son handicap : par exemple, lorsqu'on découvre que la cache de Flint est vide, il reste froidement sur place contre cinq hommes, bien qu'il n'ait que Hawkins pour le couvrir.
Lorsque, à la fin du roman, Silver s'échappe, il n'emporte que « trois ou quatre cents guinées » du trésor avec lui, devenant ainsi l'un des deux seuls anciens membres  d'équipage du capitaine Flint à mettre la main sur une partie du trésor (l'autre étant Ben Gunn, qui dépense son pécule en dix-neuf jours). La propre ambivalence de Jim à l'égard de Silver se reflète dans le dernier chapitre, lorsqu'il spécule que l'ancien pirate doit s'être installé dans une confortable retraite : « C'est à espérer du moins, car ses chances de confort dans une autre vie sont bien minimes. »
Le portrait de Silver par Stevenson a nettement influencé l'iconographie moderne du pirate. Il a un perroquet sur l'épaule, nommé Cap'tain Flint, en l'honneur de son précédent commandant. Il a perdu une jambe et utilise une béquille pour se déplacer. Il est marié à une femme d'origine africaine, dont il veut croire qu'elle gère ses affaires en son absence et liquide ses actifs de Bristol lorsqu'il lui est impossible de rentrer chez lui. 

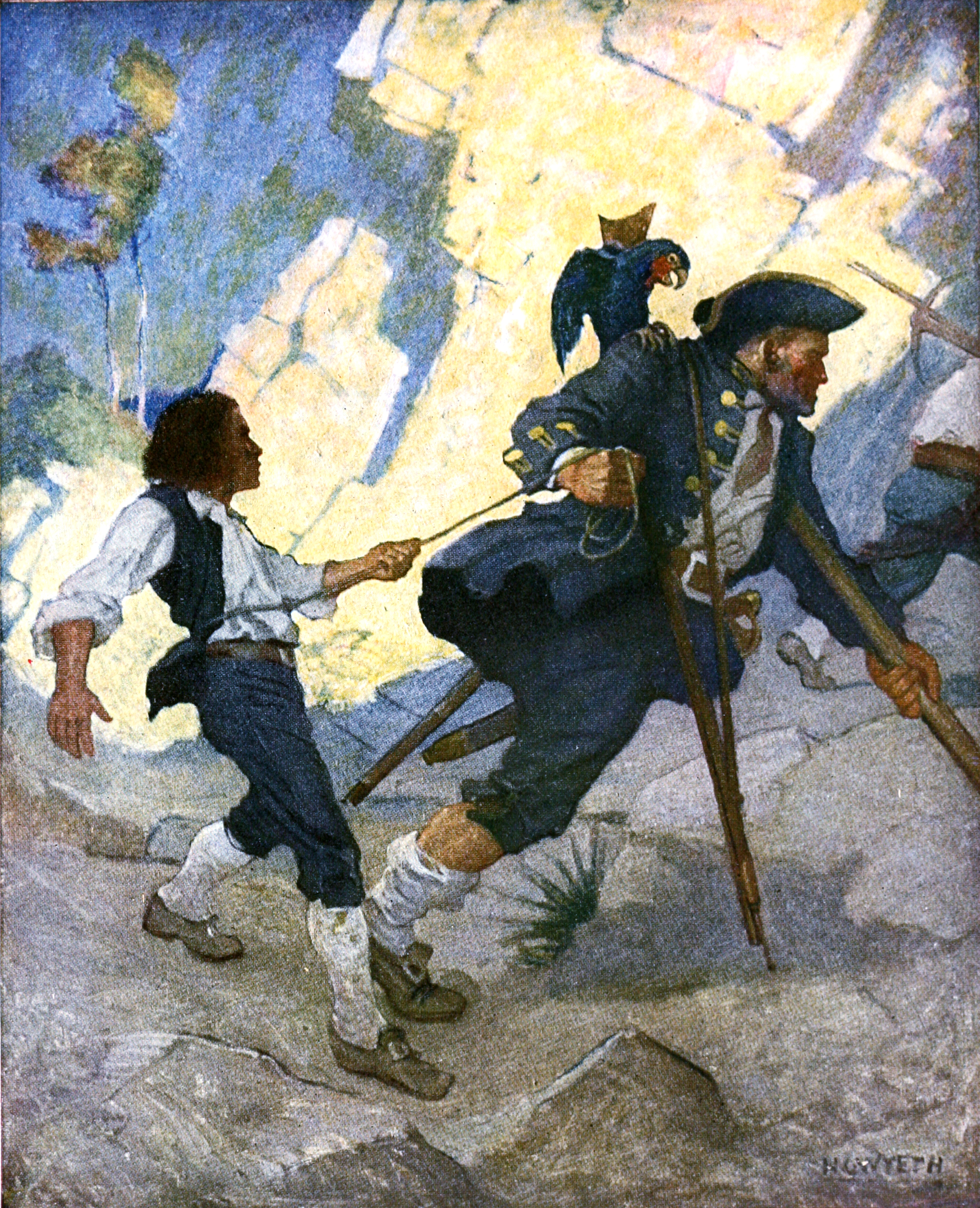
Long John Silver. Illustration de N. C. Wyeth sur une édition de 1911. Rusé, brutal, jambe de bois et perroquet à l'épaule, il représente le pirate type dans l'imaginaire collectif.

## Modèle
Selon une lettre de Stevenson, l'idée du personnage de Long John Silver lui fut inspirée par son ami William Henley, écrivain et éditeur. Le beau-fils de Stevenson, Lloyd Osbourne, décrivit Henley comme « un grand gars, brillant aux épaules massives avec une grande barbe rousse et une béquille (Henley était handicapé) ; drôle, incroyablement intelligent, et avec un rire qui roulait comme de la musique, il avait un feu et une vitalité inimaginables, qui emportaient tout un chacun ». Dans une lettre à Henley, après la publication de L'Île au trésor, Stevenson écrivit « Je vais maintenant faire une confession. C'est la vue de votre vigueur handicapée et de votre autorité qui engendrèrent Long John Silver [...] l'idée d'un homme handicapé, commandant et redouté par le seul son de sa voix, fut entièrement prise chez vous ».

## Dans d'autres œuvres
- Xavier Dorison, Mathieu Lauffray, Long John Silver, Paris ; New York : Dargaud, 2007.  (ISBN 9782205056839) Les auteurs y abandonnent l'idée du personnage roublard pour faire de Long John Silver un tribun charismatique, motivant l'équipage à la seule force de sa foi, et redoutable au sabre.
- Simon Bent, Under the Black Flag : the early life, adventures and pyracies of the famous Long John Silver before he lost his leg, London : Oberon, 2006.  (ISBN 9781840026719)
- Björn Larsson, Long John Silver : la relation véridique et mouvementée de ma vie et de mes aventures d'homme libre, de gentilhomme de fortune et d'ennemi de l'humanité, traduit par Philippe Bouquet, Paris : B. Grasset, 1998.  (ISBN 9782246544814)
- Il existe une chanson intitulée "Long John" que chante Jean-Louis Murat sur son album Babel.
- Long John Silver est le héros de la chanson de Michel Tonnerre intitulée "Quinze marins". Le capitaine Flint y est aussi mentionné.
- L'antagoniste de la version anglaise de  l'épisode 7 de la saison 1 de Duck Dodgers se nomme Long John Silver le 23e[5].
- John Silver apparait dans le film d'animation Richard au pays des livres magiques (The PageMaster en VO)[6].
- Long John Silver ainsi que le capitaine Flint sont évoqués dans Peter Pan de J. M. Barrie.
- Dans l'épisode bonus de Life Is Strange: Before the Storm, l'héroïne Max Caulfield se fait appeler "Long Max Silver" Lorsqu'elle joue aux pirates.
- Dans La Planète au Trésor, film d'animation Disney reprenant le classique de Stevenson, le personnage apparaît en tant que cyborg ayant un œil, un bras et une jambe remplacés par des prothèses cybernétiques[7].
- John Silver, interprété par l'acteur australien Luke Arnold, apparaît dans la série télévisée Black Sails, préquelle de L'Île au trésor, en compagnie du capitaine Flint et d'autres pirates tels que Charles Vane, Jack Rackham, Anne Bonny, etc[8]. John Silver est un des personnages principaux de la série télévisée qui raconte les péripéties du capitaine Flint 20 ans avant le roman de Stevenson. Le personnage, incarné par Luke Arnold, est doté d'un esprit particulièrement vif, habile conteur, rusé, fin observateur des intrigues pour retourner les coups du sort où l'entraîne son avidité à son bénéfice. Ainsi, au début, il ne s'allie à Flint que pour retrouver le trésor du galion espagnol Urca de Lima, mais il finit par gagner la confiance de tous en raison de la fidélité à ses principes et sa verve qui conquiert tous les esprits. C'est dans l'épisode 10, "Choix cornélien" que le chirurgien des pirates doit lui couper la jambe, cruellement défoncée par un lieutenant de Charles Vane, car il refuse de trahir les hommes de Flint.